# مارکوارتوویتسه
مارکوارتوویتسه (به چکی: Markvartovice) یک منطقهٔ مسکونی در جمهوری چک است که در ناحیه اوپاوا واقع شده‌است. مارکوارتوویتسه ۱٬۸۸۶ نفر جمعیت دارد.